# ونیو لوسرت
ونیو لوسرت (انگلیسی: Venio Losert؛ زادهٔ ۲۵ ژوئیهٔ ۱۹۷۶) بازیکن و مربی هندبال اهل کرواسی بود.
از باشگاه‌هایی که در آن بازی کرده‌است می‌توان به باشگاه فوتبال بارسلونا اشاره کرد.